# 小行星8161
小行星8161（英語：8161 Newman）是一颗围绕太阳公转的小行星。1990年8月19日，橡树岭天文台在哈佛大学天文台发现了此天体。
这颗小行星的绝对星等为249.89814等。